# Chairperson (TZI)
Chairperson (auch „Chairman“) ist ein Begriff aus der Themenzentrierten Interaktion (TZI). Chairperson bedeutet, dass jedes Gruppenmitglied für sich selbst verantwortlich ist und damit für den Verlauf des Gruppenprozesses. Voraussetzung sind eine differenzierte Selbstwahrnehmung und eine bewusste Wahrnehmung der Gruppenprozesse, damit das Gruppenmitglied seine Wünsche erfolgreich in den Gruppenprozess einbringen kann.

„Sei dein eigener Chairman, der Chairman deiner selbst. Höre auf deine inneren Stimmen – deine verschiedenen Bedürfnisse, Wünsche, Motivationen und Ideen.“

„Sei deine eigene Chairperson“ ist ein Postulat der TZI, eingeführt von der Gründerin Ruth Cohn. Ursprünglich wurde das Wort Chairman benutzt, das sich im Kontext der Genderdebatte in den Begriff Chairperson wandelte. 